# 扎古录镇
扎古录镇，是中华人民共和国甘肃省甘南藏族自治州卓尼县下辖的一个乡镇级行政单位。

## 行政区划
扎古录镇下辖以下地区：
麻路村、录日岔村、强岔村、柏林村、扎古录村、塔乍村、八什卡村和赛如那村。